# توم هارت (فنان قصص مصورة)
توم هارت (بالإنجليزية: Tom Hart)‏ هو فنان قصص مصورة أمريكي، ولد في 8 أكتوبر 1969 في كينغستون في الولايات المتحدة.

## وصلات خارجية
- الموقع الرسمي